# Henrique Dias de Carvalho
Henrique Dias de Carvalho, mais conhecido como Henrique Dias (São Paulo, 23 de maio de 1984), é um ex-futebolista brasileiro que atuava como atacante. Seu último clube foi o Grêmio Maringá

## Carreira

### Início
Iniciou no Coritiba, mas com poucas chances no time titular foi negociado com o Daejeon Citizen da Coreia do Sul.

### Paraná
Em 2006, foi contratado pelo Paraná, inicialmente atuou como reserva, mas no ano seguinte foi titular do time na Copa Libertadores da América, fazendo uma ótima dupla de ataque com Josiel. 

### Coritiba
Retornou ao Coritiba em 2007, tendo participação direta na conquista da Série B 2007, garantindo o retorno do time paranaense à elite do futebol brasileiro. 
Conhecido por Iluminado, Spectroman e Homem-Título, Henrique Dias é considerado um ídolo pela torcida coxa-branca por ter feito os gols decisivos dos títulos da Série B 2007 e do Campeonato Paranaense 2008. 

### Grêmio Prudente
Em setembro de 2009, acertou sua transferência ao Grêmio Prudente.

### São Caetano e Mirassol
Em 2011, acertou com o São Caetano onde jogou o Campeonato Paulista. No mesmo ano, assinou com o Mirassol para jogar a Série D. Em 2012, ficou conhecido como Carrasco da Lusa, onde no último jogo do Campeonato Paulista, contra o Portuguesa, Henrique Dias marcou dois gols e a Lusa foi rebaixada para a A2 do Paulista.

### Ceará
No dia 8 de maio de 2012, acertou o empréstimo até o final do ano com o Ceará.

### Grêmio Barueri
Teve o contrato rescindido com o Ceará, ficou sem clube, depois acertou seu retorno ao Grêmio Barueri.

## Títulos
Coritiba
- Campeonato Brasileiro - Série B: 2007[2]
- Campeonato Paranaense: 2008